# Großer Preis von Deutschland 2013
Der Große Preis von Deutschland 2013 (offiziell Formula 1 Grosser Preis Santander von Deutschland 2013) fand am 7. Juli auf dem Nürburgring in Nürburg statt und war das neunte Rennen der Formel-1-Weltmeisterschaft 2013.

## Berichte

### Hintergrund
Nach dem Großen Preis von Großbritannien führte Sebastian Vettel in der Fahrerwertung mit 21 Punkten vor Fernando Alonso und mit 34 Punkten vor Kimi Räikkönen. In der Konstrukteurswertung führte Red Bull-Renault mit 48 Punkten vor Mercedes und mit 51 Punkten vor Ferrari.
Der Große Preis von Deutschland wechselte turnusmäßig vom Hockenheimring auf den Nürburgring.
Beim Großen Preis von Deutschland stellte Pirelli den Fahrern die Reifenmischungen P Zero Medium (weiß) und P Zero Soft (gelb) sowie für Nässe Cinturato Intermediates (grün) und Cinturato Full-Wets (blau) zur Verfügung. Nach den Reifenproblemen beim vorherigen Rennen brachte Pirelli für diese Veranstaltung neue Hinterreifen mit, die anstelle eines Stahlgürtels einen Gürtel aus Kevlar enthielten. Aus Sicherheitsgründen machte Pirelli den Rennställen Vorgaben zum Reifendruck und -sturz. Zudem untersagte Pirelli die Verwendung des rechten und linken Hinterreifens auf der anderen Fahrzeugseite.
Das Traditionsteam Williams bestritt seinen 600. Grand Prix.
Mit Alonso (dreimal), Lewis Hamilton (zweimal) und Mark Webber (einmal) traten drei ehemalige Sieger zu diesem Grand Prix an.
Als Rennkommissare fungierten Detlef Kramp (GER), Radovan Novak (CZE), Emanuele Pirro (ITA) und Lars Österlind (SWE).

### Training
Im ersten freien Training fuhren die beiden Mercedes-Piloten die schnellsten Runden. Dabei war Hamilton schneller als Nico Rosberg. Die drittschnellste Runde erzielte Webber. Alonso hatte Probleme mit seinem Ferrari und fuhr keine gezeitete Runde. In diesem Training übernahm Rodolfo González den Marussia von Jules Bianchi, der aus gesundheitlichen Gründen pausierte.
Im zweiten freien Training übernahm Vettel die Führung vor Rosberg und seinem Teamkollegen Webber. Bianchi kehrte wieder in den Marussia zurück, allerdings brach er das Training aus gesundheitlichen Gründen vorzeitig ab.
Im dritten freien Training blieb die Reihenfolge auf den ersten drei Positionen unverändert.

### Qualifying
Im ersten Qualifyingabschnitt war Felipe Massa am schnellsten. Die Marussia-, Caterham- und Williams-Piloten schieden aus.
Im zweiten Segment blieb Massa vorne. Die Force-India-Piloten sowie Jean-Éric Vergne, Esteban Gutiérrez, Sergio Pérez und Rosberg schieden aus.
Im finalen Abschnitt setzte Hamilton die Bestzeit und erzielte die Pole-Position vor Vettel und Webber.

### Rennen
Sowohl Webber als auch Vettel hatten starke Starts und setzten Hamilton sofort unter Druck. Hamilton reagierte, indem er versuchte, Vettel auf der Innenseite der Strecke von der Ideallinie zu stoßen, was Webber dann die Tür öffnete, um zu versuchen, auf der Außenseite zu überholen, aber am Ende der ersten Kurve gelang es Vettel, Hamilton abzuschütteln und er übernahm die Führung. Webber rückte auf den zweiten Platz vor und Hamilton fiel auf den dritten Platz zurück. Auch Massa hatte einen guten Start und machte einige Plätze gut. Alonso fiel leicht zurück, ebenso wie Hamilton und Daniel Ricciardo. Vettel behielt die Führung in den nächsten Runden. Unterdessen kam Massa, der auf dem sechsten Platz lag, in der dritten Runde in Kurve eins von der Strecke ab, nachdem seine Hinterradbremsen blockiert waren. Der Motor ging aus und er schied aufgrund eines Getriebeschadens aus dem Rennen aus. Rosberg hingegen, der ein desaströses Qualifying hatte, verbesserte seine Position in den ersten fünf Runden kaum.
Von den Runden 5 bis 9 mussten die Fahrer an die Box, weil sie im Qualifying abgenutzte Soft-Reifen verwendet hatten, um auf die mittlere Reifenmischung umzusteigen. Romain Grosjean und Räikkönen fuhren länger als die meisten Fahrer und legten auch ein sehr schnelles Tempo vor. Grosjean führte das Rennen an, bevor er in Runde 13 stoppte, und zeigte auch danach weiterhin ein starkes Tempo. Webber hingegen kam eine Runde später an die Box und hatte einen schweren Zwischenfall mit seinem rechten Hinterrad. Die Mechaniker befestigten das Rad nicht richtig und als Webber seine Box verließ, fiel das Rad ab und rollte die Boxengasse hinunter. Dabei wurde ein Kameramann getroffen und umgeworfen, der in ein Krankenhaus in Koblenz eingeliefert wurde, wo er sich Berichten zufolge Knochenbrüche und eine Gehirnerschütterung zugezogen hatte. Webbers Red Bull wurde in seine Box zurückgeschoben, wo ein neues Rad montiert wurde, und er nahm das Rennen wieder auf, eine Runde hinter Vettel. Die beiden Lotus hatten in der ersten Rennhälfte nie den Kontakt zu Vettel verloren und hielten mit ihm Schritt, wobei sowohl Grosjean als auch Räikkönen die schnellsten Runden des Rennens fuhren.
In Runde 23 erlitt Bianchi´s Marussia einen Motorschaden, der zu einem Brand führte. Er fuhr auf die linke Seite der Strecke, aber ungewöhnlicherweise rollte sein Auto über die Strecke zurück auf die andere Seite, wo es von einer Werbetafel gestoppt wurde. Dies führte sofort zu einem Safety-Car, das es Webber ermöglichte, wieder in die Führungsrunde vorzudringen. Die meisten Fahrer gingen an die Box, um frische Reifen zu holen. Weniger als zwei Runden nach Bianchis Motorschaden erlitt der Toro Rosso von Vergne während der Safety-Car-Phase einen Hydraulikschaden. Er konnte an die Box zurückkehren. Sein Teamkollege Ricciardo hatte Probleme. Er hatte sich als Sechster qualifiziert, fiel aber langsam ins Feld zurück. Auch Paul di Resta und Adrian Sutil von Force India hatten in der ersten Rennhälfte Probleme.
Nach der Safety-Car-Phase begann Webber, sich durch das Feld zu kämpfen, bevor er hinter dem Sauber von Gutiérrez feststeckte. Er konnte den Mexikaner länger als zehn Runden nicht überholen und ging an die Box, um sich mit frischen Reifen und sauberer Luft einen Vorteil zu verschaffen. Unterdessen lieferten sich die McLaren-Fahrer erneut einen Kampf, wobei Jenson Button in Kurve eins an Pérez vorbeikam. Pastor Maldonado, der im 600. Grand-Prix-Rennen für das Williams F1 Team fuhr, fuhr als Achter in die Punkteränge, zusammen mit seinem Teamkollegen und Rookie Valtteri Bottas als Zehnter. Räikkönen lag in Runde 41 in Führung, nachdem Vettel und Grosjean zum dritten Mal an die Box gegangen waren. Lotus wartete bis zur 49. Runde, um Räikkönen an die Box zu bringen, und wechselte ihn auf die weichen Reifen, wodurch Vettel und Grosjean auf den Plätzen eins und zwei blieben, während Alonso von hinten auf dem vierten Platz eine Gefahr darstellte. Grosjean wurde dann am Funk gesagt, er solle Räikkönen aus Gründen der Meisterschaftspunkte nicht aufhalten. Es dauerte ein paar Runden, bis Räikkönen an Grosjean vorbeikam und anschließend versuchte er, Vettel zu jagen. Alonso fuhr die schnellste Runde des Rennens, fast eine Sekunde schneller als die ersten drei Fahrer, und holte Grosjean schnell ein. Unterdessen überholte Hamilton in Kurve zwei seinen ehemaligen Teamkollegen Button und rückte auf den fünften Platz vor. Dann überholte Webber Pérez und fuhr auf den siebten Platz.
Räikkönen konnte Vettel nicht einholen, der den Sieg errang. Es war sein erster Sieg bei seinem Heimrennen und der erste Sieg, den er in seinem Geburtstagsmonat Juli errang. Es war auch sein 30. Sieg in seiner Karriere und er war der sechste Fahrer, dem eine solche Leistung gelang, und das bei seinem erst 110. Start. Räikkönen kam mit nur einer Sekunde Rückstand ins Ziel, während Grosjean Alonso nur knapp auf dem dritten Platz verteidigte, da dieser zu viel von seinen weichen Reifen verbraucht hatte und gleichzeitig den Rückstand auf Grosjean verringerte. Die Podestplätze waren die gleichen wie beim Großen Preis von Bahrain 2012 und 2013. Hamilton, Button, Webber und Pérez blieben jeweils Fünfter, Sechster, Siebter und Achter. Rosberg, der Schwierigkeiten hatte, mit seinem Mercedes das Tempo zu halten, belegte bei seinem Heimrennen den neunten Platz, während Nico Hülkenberg den letzten Punkt für Sauber holte. di Resta wurde Elfter, das erste Mal in dieser Saison, dass er außerhalb der Punkte landete, Ricciardo wurde Zwölfter, Sutil Dreizehnter und Gutiérrez Vierzehnter. Williams hatte ein schlechtes Ende seines Jubiläumsrennens: Maldonado und Bottas belegten den fünfzehnten bzw. sechzehnten Platz, nachdem sie bei ihren Boxenstopps Probleme mit der Radpistole hatten. Charles Pic, sein Teamkollege Giedo van der Garde und Max Chilton waren die Schlussläufer.
Nach dem Rennen wurden Red Bull und Force India wegen Zwischenfällen an der Box mit Geldstrafen belegt. Red Bull wurde mit einer Geldstrafe von 30.000 Euro belegt, nachdem sich der rechte Hinterreifen von Webbers Auto gelöst hatte, als der Australier seine Boxengasse verließ. Force India wurde unterdessen mit einer Geldstrafe von 5.000 Euro belegt, nachdem es di Resta vom Toro Rosso von Vergne getroffen wurde.

## Meldeliste
| Team                          | Nr. | Fahrer              | Chassis           | Motor                | Reifen |
| ----------------------------- | --- | ------------------- | ----------------- | -------------------- | ------ |
| Infiniti Red Bull Racing      | 01  | Sebastian Vettel    | Red Bull RB9      | Renault 2.4 V8       | P      |
| Infiniti Red Bull Racing      | 02  | Mark Webber         | Red Bull RB9      | Renault 2.4 V8       | P      |
| Scuderia Ferrari              | 03  | Fernando Alonso     | Ferrari F138      | Ferrari 2.4 V8       | P      |
| Scuderia Ferrari              | 04  | Felipe Massa        | Ferrari F138      | Ferrari 2.4 V8       | P      |
| Vodafone McLaren Mercedes     | 05  | Jenson Button       | McLaren MP4-28    | Mercedes-Benz 2.4 V8 | P      |
| Vodafone McLaren Mercedes     | 06  | Sergio Pérez        | McLaren MP4-28    | Mercedes-Benz 2.4 V8 | P      |
| Lotus F1 Team                 | 07  | Kimi Räikkönen      | Lotus E21         | Renault 2.4 V8       | P      |
| Lotus F1 Team                 | 08  | Romain Grosjean     | Lotus E21         | Renault 2.4 V8       | P      |
| Mercedes AMG Petronas F1 Team | 09  | Nico Rosberg        | Mercedes F1 W04   | Mercedes-Benz 2.4 V8 | P      |
| Mercedes AMG Petronas F1 Team | 10  | Lewis Hamilton      | Mercedes F1 W04   | Mercedes-Benz 2.4 V8 | P      |
| Sauber F1 Team                | 11  | Nico Hülkenberg     | Sauber C32        | Ferrari 2.4 V8       | P      |
| Sauber F1 Team                | 12  | Esteban Gutiérrez   | Sauber C32        | Ferrari 2.4 V8       | P      |
| Sahara Force India F1 Team    | 14  | Paul di Resta       | Force India VJM06 | Mercedes-Benz 2.4 V8 | P      |
| Sahara Force India F1 Team    | 15  | Adrian Sutil        | Force India VJM06 | Mercedes-Benz 2.4 V8 | P      |
| Williams F1 Team              | 16  | Pastor Maldonado    | Williams FW35     | Renault 2.4 V8       | P      |
| Williams F1 Team              | 17  | Valtteri Bottas     | Williams FW35     | Renault 2.4 V8       | P      |
| Scuderia Toro Rosso           | 18  | Jean-Éric Vergne    | Toro Rosso STR8   | Ferrari 2.4 V8       | P      |
| Scuderia Toro Rosso           | 19  | Daniel Ricciardo    | Toro Rosso STR8   | Ferrari 2.4 V8       | P      |
| Caterham F1 Team              | 20  | Charles Pic         | Caterham CT03     | Renault 2.4 V8       | P      |
| Caterham F1 Team              | 21  | Giedo van der Garde | Caterham CT03     | Renault 2.4 V8       | P      |
| Marussia F1 Team              | 22  | Rodolfo González    | Marussia MR02     | Cosworth 2.4 V8      | P      |
| Marussia F1 Team              | 22  | Jules Bianchi       | Marussia MR02     | Cosworth 2.4 V8      | P      |
| Marussia F1 Team              | 23  | Max Chilton         | Marussia MR02     | Cosworth 2.4 V8      | P      |

Anmerkungen
1. 1 2  González fuhr den Marussia mit der Nummer 22 im ersten freien Training. Bianchi übernahm das Fahrzeug anschließend für das restliche Rennwochenende.

## Klassifikationen

### Qualifying
| Pos.                                                                      | Fahrer              | Konstrukteur         | Q1       | Q2       | Q3         | Start |
| ------------------------------------------------------------------------- | ------------------- | -------------------- | -------- | -------- | ---------- | ----- |
| 01                                                                        | Lewis Hamilton      | Mercedes             | 1:31,131 | 1:30,152 | 1:29,398   | 01    |
| 02                                                                        | Sebastian Vettel    | Red Bull-Renault     | 1:31,269 | 1:29,992 | 1:29,501   | 02    |
| 03                                                                        | Mark Webber         | Red Bull-Renault     | 1:31,428 | 1:30,217 | 1:29,608   | 03    |
| 04                                                                        | Kimi Räikkönen      | Lotus-Renault        | 1:30,676 | 1:29,852 | 1:29,892   | 04    |
| 05                                                                        | Romain Grosjean     | Lotus-Renault        | 1:31,242 | 1:30,005 | 1:29,959   | 05    |
| 06                                                                        | Daniel Ricciardo    | Toro Rosso-Ferrari   | 1:31,081 | 1:30,223 | 1:30,528   | 06    |
| 07                                                                        | Felipe Massa        | Ferrari              | 1:30,547 | 1:29,825 | 1:31,126   | 07    |
| 08                                                                        | Fernando Alonso     | Ferrari              | 1:30,709 | 1:29,962 | 1:31,209   | 08    |
| 09                                                                        | Jenson Button       | McLaren-Mercedes     | 1:31,181 | 1:30,269 | keine Zeit | 09    |
| 10                                                                        | Nico Hülkenberg     | Sauber-Ferrari       | 1:31,132 | 1:30,231 | keine Zeit | 10    |
| 11                                                                        | Nico Rosberg        | Mercedes             | 1:31,322 | 1:30,326 | –          | 11    |
| 12                                                                        | Paul di Resta       | Force India-Mercedes | 1:31,322 | 1:30,697 | –          | 12    |
| 13                                                                        | Sergio Pérez        | McLaren-Mercedes     | 1:31,498 | 1:30,933 | –          | 13    |
| 14                                                                        | Esteban Gutiérrez   | Sauber-Ferrari       | 1:31,681 | 1:31,010 | –          | 14    |
| 15                                                                        | Adrian Sutil        | Force India-Mercedes | 1:31,320 | 1:31,010 | –          | 15    |
| 16                                                                        | Jean-Éric Vergne    | Toro Rosso-Ferrari   | 1:31,629 | 1:31,104 | –          | 16    |
| 17                                                                        | Valtteri Bottas     | Williams-Renault     | 1:31,693 | –        | –          | 17    |
| 18                                                                        | Pastor Maldonado    | Williams-Renault     | 1:31,707 | –        | –          | 18    |
| 19                                                                        | Charles Pic         | Caterham-Renault     | 1:32,937 | –        | –          | 22    |
| 20                                                                        | Jules Bianchi       | Marussia-Cosworth    | 1:33,063 | –        | –          | 19    |
| 21                                                                        | Giedo van der Garde | Caterham-Renault     | 1:33,734 | –        | –          | 20    |
| 22                                                                        | Max Chilton         | Marussia-Cosworth    | 1:34,098 | –        | –          | 21    |
| 107-Prozent-Zeit: 1:36,885 min (bezogen auf Q1-Bestzeit von 1:30,547 min) |                     |                      |          |          |            |       |

Anmerkungen
1. ↑  Pic wurde aufgrund eines Getriebewechsels um fünf Positionen nach hinten versetzt.

### Rennen
| Pos. | Fahrer              | Konstrukteur         | Runden | Stopps | Zeit        | Start | Schnellste Runde |
| ---- | ------------------- | -------------------- | ------ | ------ | ----------- | ----- | ---------------- |
| 01   | Sebastian Vettel    | Red Bull-Renault     | 60     | 3      | 1:41:14,711 | 02    | 1:34,164 (59.)   |
| 02   | Kimi Räikkönen      | Lotus-Renault        | 60     | 3      | + 1,008     | 04    | 1:33,767 (57.)   |
| 03   | Romain Grosjean     | Lotus-Renault        | 60     | 3      | + 5,830     | 05    | 1:34,576 (57.)   |
| 04   | Fernando Alonso     | Ferrari              | 60     | 3      | + 7,721     | 08    | 1:33,468 (51.)   |
| 05   | Lewis Hamilton      | Mercedes             | 60     | 3      | + 26,927    | 01    | 1:34,156 (57.)   |
| 06   | Jenson Button       | McLaren-Mercedes     | 60     | 2      | + 27,996    | 09    | 1:34,201 (49.)   |
| 07   | Mark Webber         | Red Bull-Renault     | 60     | 3      | + 37,562    | 03    | 1:34,782 (55.)   |
| 08   | Sergio Pérez        | McLaren-Mercedes     | 60     | 2      | + 38,306    | 13    | 1:36,134 (50.)   |
| 09   | Nico Rosberg        | Mercedes             | 60     | 3      | + 46,821    | 11    | 1:34,181 (55.)   |
| 10   | Nico Hülkenberg     | Sauber-Ferrari       | 60     | 3      | + 49,892    | 10    | 1:34,244 (58.)   |
| 11   | Paul di Resta       | Force India-Mercedes | 60     | 2      | + 53,771    | 12    | 1:36,566 (43.)   |
| 12   | Daniel Ricciardo    | Toro Rosso-Ferrari   | 60     | 3      | + 56,975    | 06    | 1:35,982 (58.)   |
| 13   | Adrian Sutil        | Force India-Mercedes | 60     | 3      | + 57,738    | 15    | 1:35,816 (60.)   |
| 14   | Esteban Gutiérrez   | Sauber-Ferrari       | 60     | 3      | + 1:00,160  | 14    | 1:35,792 (56.)   |
| 15   | Pastor Maldonado    | Williams-Renault     | 60     | 2      | + 1:01,929  | 18    | 1:34,293 (56.)   |
| 16   | Valtteri Bottas     | Williams-Renault     | 59     | 2      | + 1 Runde   | 17    | 1:33,972 (56.)   |
| 17   | Charles Pic         | Caterham-Renault     | 59     | 3      | + 1 Runde   | 22    | 1:37,584 (51.)   |
| 18   | Giedo van der Garde | Caterham-Renault     | 59     | 3      | + 1 Runde   | 20    | 1:38,509 (40.)   |
| 19   | Max Chilton         | Marussia-Cosworth    | 59     | 4      | + 1 Runde   | 21    | 1:38,383 (47.)   |
| –    | Jean-Éric Vergne    | Toro Rosso-Ferrari   | 22     | 1      | DNF         | 16    | 1:39,281 (12.)   |
| –    | Jules Bianchi       | Marussia-Cosworth    | 21     | 2      | DNF         | 19    | 1:39,844 (20.)   |
| –    | Felipe Massa        | Ferrari              | 3      | 0      | DNF         | 07    | 1:38,890 (03.)   |

## WM-Stände nach dem Rennen
Die ersten zehn des Rennens bekamen 25, 18, 15, 12, 10, 8, 6, 4, 2 bzw. 1 Punkt(e).

### Fahrerwertung
| Pos. | Fahrer           | Konstrukteur         | Punkte |
| ---- | ---------------- | -------------------- | ------ |
| 01   | Sebastian Vettel | Red Bull-Renault     | 157    |
| 02   | Fernando Alonso  | Ferrari              | 123    |
| 03   | Kimi Räikkönen   | Lotus-Renault        | 116    |
| 04   | Lewis Hamilton   | Mercedes             | 99     |
| 05   | Mark Webber      | Red Bull-Renault     | 93     |
| 06   | Nico Rosberg     | Mercedes             | 84     |
| 07   | Felipe Massa     | Ferrari              | 57     |
| 08   | Romain Grosjean  | Lotus-Renault        | 41     |
| 09   | Paul di Resta    | Force India-Mercedes | 36     |
| 10   | Jenson Button    | McLaren-Mercedes     | 33     |
| 11   | Adrian Sutil     | Force India-Mercedes | 23     |

| Pos. | Fahrer              | Konstrukteur       | Punkte |
| ---- | ------------------- | ------------------ | ------ |
| 12   | Sergio Pérez        | McLaren-Mercedes   | 16     |
| 13   | Jean-Éric Vergne    | Toro Rosso-Ferrari | 13     |
| 14   | Daniel Ricciardo    | Toro Rosso-Ferrari | 11     |
| 15   | Nico Hülkenberg     | Sauber-Ferrari     | 7      |
| 16   | Pastor Maldonado    | Williams-Renault   | 0      |
| 17   | Valtteri Bottas     | Williams-Renault   | 0      |
| 18   | Esteban Gutiérrez   | Sauber-Ferrari     | 0      |
| 19   | Jules Bianchi       | Marussia-Cosworth  | 0      |
| 20   | Charles Pic         | Caterham-Renault   | 0      |
| 21   | Max Chilton         | Marussia-Cosworth  | 0      |
| 22   | Giedo van der Garde | Caterham-Renault   | 0      |

### Konstrukteurswertung
| Pos. | Konstrukteur         | Punkte |
| ---- | -------------------- | ------ |
| 01   | Red Bull-Renault     | 250    |
| 02   | Mercedes             | 183    |
| 03   | Ferrari              | 180    |
| 04   | Lotus-Renault        | 157    |
| 05   | Force India-Mercedes | 59     |
| 06   | McLaren-Mercedes     | 49     |

| Pos. | Konstrukteur       | Punkte |
| ---- | ------------------ | ------ |
| 07   | Toro Rosso-Ferrari | 24     |
| 08   | Sauber-Ferrari     | 7      |
| 09   | Williams-Renault   | 0      |
| 10   | Marussia-Cosworth  | 0      |
| 11   | Caterham-Renault   | 0      |